# Дрогомін (Любуське воєводство)
Дрогомін (пол. Drogomin) — село в Польщі, у гміні Суленцин Суленцинського повіту Любуського воєводства.
Населення — 121 особа (2011).
У 1975-1998 роках село належало до Гожовського воєводства.

## Демографія
Демографічна структура станом на 31 березня 2011 року:
|          | Загалом | Допрацездатний вік | Працездатний вік | Постпрацездатний вік |
| -------- | ------- | ------------------ | ---------------- | -------------------- |
| Чоловіки | 54      | 11                 | 40               | 3                    |
| Жінки    | 67      | 13                 | 39               | 15                   |
| Разом    | 121     | 24                 | 79               | 18                   |